# Going Rogue: An American Life
Going Rogue: An American Life sont les mémoires de la candidate républicaine à la vice-présidence des États-Unis Sarah Palin, écrits en collaboration avec la journaliste et écrivaine Lynn Vincent,, et édités par Adam Bellow, fils du romancier Saul Bellow, aux éditions HarperCollins. Ils ont été publiés le 17 novembre 2009. Le titre du livre fait référence à la phrase d'un article du magazine Slate lors de l'élection présidentielle américaine de 2008,.
Le livre, divisé en cinq chapitres, aborde notamment l'importance de la foi dans la vie et l'éducation de Palin, sa critique des médias américains, et une réponse aux accusations portées lors de la campagne par l'équipe de John McCain.